# Año Internacional de los Camélidos
2024 se proclamó Año Internacional de los Camélidos por la Asamblea General de las Naciones Unidas mediante la resolución A/RES/72/210, adoptada el 20 de diciembre de 2017.  Esta designación reconoce la importancia de los camélidos en la economía, la seguridad alimentaria y la cultura de diversas regiones del mundo, especialmente en comunidades rurales que dependen de ellos para su subsistencia.
Los camélidos son vitales para millones de personas en ecosistemas hostiles, como los desiertos del norte de África y Asia, las mesetas andinas y regiones áridas de Australia. Estos animales han proporcionado alimentos, fibras textiles y fertilizantes agrícolas, además de servir como animales de carga en entornos donde otras especies domésticas no pueden sobrevivir. La ONU resaltó su papel clave en la lucha contra la pobreza y el hambre, así como el impulso del desarrollo sostenible.
Asimismo, se destacó la estrecha relación entre los camélidos y la cultura de los pueblos indígenas. Las comunidades andinas, beduinas, mongolas y de otras regiones han desarrollado conocimientos tradicionales en la cría y el aprovechamiento de estos animales, transmitidos de generación en generación. Al mismo tiempo, la designación destaca la necesidad de proteger y promover el uso sostenible de estas especies ante los desafíos del cambio climático y la modernización de las prácticas agropecuarias.

## Actividades y alcance
A lo largo del año, se llevaron a cabo diversas iniciativas destinadas a resaltar la importancia de los camélidos en la seguridad alimentaria, la economía rural y la sostenibilidad ambiental. Los gobiernos, organismos internacionales y comunidades locales promovieron investigaciones, actividades culturales y programas de desarrollo vinculados a la producción y comercialización de productos derivados de estas especies.
Uno de los principales enfoques fue la difusión del valor nutricional y económico de los productos de camélidos. Se impulsó el consumo de carne y leche, especialmente la de camella, reconocida por su alto valor proteico y sus beneficios para la salud. Asimismo, la lana de alpaca y llama fue promovida en mercados internacionales como una alternativa sostenible a otros productos textiles.
También se organizaron congresos científicos y foros especializados, en los que expertos en genética, ecología y producción animal analizaron el papel de los camélidos en la adaptación al cambio climático y en la economía rural. Estos eventos facilitaron el intercambio de conocimientos y reforzaron la cooperación internacional en la preservación y el mejoramiento de estas especies.
En el ámbito ambiental, la conmemoración permitió destacar el bajo impacto ecológico de estas especies en comparación con otras formas de ganadería intensiva. Se realizaron estudios sobre su capacidad para sobrevivir en entornos áridos y su contribución a la conservación de los suelos, lo que reafirmó su importancia en estrategias de sostenibilidad.
Desde el punto de vista comercial, se llevaron a cabo ferias y exposiciones en las que productores locales exhibieron y vendieron productos derivados de estas especies. Estas iniciativas fortalecieron las economías rurales y promovieron prácticas de producción sostenibles, resaltando el conocimiento tradicional en la crianza de estos animales.
El financiamiento de las actividades dependió de contribuciones voluntarias, provenientes de gobiernos, el sector privado y organizaciones no gubernamentales. La Organización de las Naciones Unidas para la Alimentación y la Agricultura (FAO) coordinó las acciones y facilitó la cooperación entre los diferentes actores involucrados, asegurando que el Año Internacional contribuyera a los Objetivos de Desarrollo Sostenible.